# Madrasostes granulatum
Madrasostes granulatum là một loài bọ cánh cứng trong họ Hybosoridae. Loài này được Paulian miêu tả khoa học năm 1975.